# Train to Pakistan (Film)
Train to Pakistan ist ein Hindi-Film von Pamela Rooks aus dem Jahr 1998. Er basiert auf dem gleichnamigen Roman von Khushwant Singh.

## Handlung
Die Geschichte spielt im Sommer 1947 während der Teilung Indiens in Punjab im Dorf Mano Majra, das im fortan zu Indien gehörenden Teil Punjabs liegt. Moslems, Sikhs und Hindus leben in dem von Hukum Chand geleiteten Distrikt noch friedlich miteinander. Das muslimische Mädchen Nooran lebt mit ihrem blinden Vater Imam Baksh und hat eine heimliche Affäre mit dem örtlichen Banditen Juggut Singh. Der Distriktmagistrat Hukum Chand lässt sich mit Musik und Tanz und den körperlichen Vorzügen der jungen Haseena unterhalten.
Unruhe zieht ins Dorf ein als der Geldverleiher Lala Ral Lal in seinem Haus ermordet wird und auswärtige Moslems in der Dorfmoschee vor einem Pogrom warnen. Die Mörder sind rivalisierende Bandenmitglieder Juggut Singhs, die blutige Armreifen als Tatbeweise ins Gehöft Juggas werfen.
Am nächsten Tag kommt im Ort der kommunistische Sozialarbeiter Iqbal aus Delhi an, der das Blutvergießen und die Tötungen zwischen den Religionsgruppen verhindern möchte. Er findet Unterkunft bei Bruder Meet Singh in der Gurudwara des Dorfes und muss feststellen, dass sowohl die Sikhs als auch die Moslems keinerlei Hass gegeneinander haben. Wegen des Mordes wird am darauffolgenden Tag Jugga verhaftet und der ortsfremde Iqbal gleich mit. Obwohl dem Polizeiinspektor des Distrikts klar ist, dass weder Jugga in seinem eigenen Dorf noch Iqbal als erst später Angekommener den Mord begangen haben und er über die Dummheit des örtlichen Polizeichefs verärgert ist, lässt er beide ins Gefängnis stecken. Iqbal hält er für einen Agitator der Muslim League, da sich bei einer körperlichen Untersuchung herausgestellt hat, dass dieser beschnitten ist. Unter Folter äußert Jugga, dass er seinen Rivalen, den Banditen Malli und seine Männer, für die Mörder des Geldverleihers hält.
Es mehren sich die mit Menschen überfüllten Züge, die mit Hindus und Sikhs vom Gebiet des zukünftigen Pakistan nach Indien und mit Moslems in die andere Richtung durch Mano Majra kommen. Als ein Zug voll mit dahingeschlachteten Hindus und Sikhs den Ort erreicht, übernimmt die Armee das Sagen und errichtet ein Flüchtlingslager. Malli wird verhaftet, aber Hukum Chand hat eine andere Idee, um den Mord und die anderen Probleme alle miteinander zu lösen. Nach dem Motto „um großes Recht zu schaffen muss man manchmal ein kleines Unrecht begehen“   soll die Bande des Moslems Sultana, der inzwischen nach Pakistan gegangen sein soll, zu den Mördern des Geldverleihers erklärt werden; Iqbal sei Muhammad Iqbal, der als Mitglied der pakistanischen Muslim League Aufruhr habe anzetteln wollen und die pakistanischen Grenzkräfte sollen gebeten werden alle Moslems aus der Gegend abzuholen. Malli und Jugga werden freigelassen. Moslems und Sikhs von Mano Majra versichern sich gegenseitig ihre Verbundenheit, doch zur Sicherheit der Moslems ist man sich einig, dass sie vorerst in ein Lager gehen und die Sikhs zwischenzeitlich auf deren Häuser und Vieh aufpassen. Nooran bittet Juggas Mutter, ihm mitzuteilen, dass sie schwanger ist.
Am nächsten Morgen ist die Situation nicht mehr friedlich. Pakistanische Sicherheitskräfte verfrachten die Moslems ohne jedwede Habseligkeiten ins Lager, danach sollen sie mit dem nächsten Zug nach Lahore verbracht werden. Am selben Tag werden die verlassenen Gehöfte der Moslems von Mallis Banditen geplündert. Abends treffen bewaffnete Sikhs aus dem zu Pakistan geschlagenen Teil Punjabs im Dorf ein, die Gräueltaten erlebt haben und beabsichtigen aus Rache den nächsten Zug nach Pakistan zu attackieren und die Moslems darin zu töten. Als Hukum Chand davon erfährt ordnet er die Freilassung von Jugga und Iqbal an, weil er hofft, dass der in Nooran verliebte Jugga das Massaker zu verhindern versuchen würde. Jugga erfährt, dass die Banditen ein Seil über die Brücke spannen wollen, das alle 300 bis 400 auf dem Dach sitzenden Menschen herunterreißen wird, und dann auf die Fenster des angehaltenen Zuges schießen werden.
Jugga gelingt es im letzten Moment – angeschossen von den Banditen – das Seil zu zerschneiden. Er stürzt von der Brücke auf die Gleise und wird vom Zug überrollt, der unbehelligt davonfährt.

## Hintergrund
Der Film sollte bereits zum 50. Jahrestag der indischen Unabhängigkeit beim Fernsehsender STAR Plus aufgeführt werden, doch die Dreharbeiten waren erst im Juli 1997 beendet und die Nachproduktion sowie Schnittauflagen des Indian Censor Board verzögerten die Fertigstellung und die Freigabe durch den Zensor noch bis in den Dezember 1997. Nach seiner Uraufführung Anfang 1998 wurde er auf verschiedenen Filmfestivals gezeigt, darunter dem Cinequest Film Festival 1999 in San José.